# Jürgen Müller (Radsportler)
Jürgen Müller (* in Leipzig) ist ein ehemaliger deutscher Radrennfahrer.

## Sportliche Laufbahn
Er begann mit dem Radsport bei der SG Probstheida, später startete er für die BSG Erich Zeigner Leipzig. Als Amateur konnte er sich bei den DDR-Meisterschaften im 1000-Meter Zeitfahren 1949 als Zweiter platzieren. Danach wurde er im April 1950 Berufsfahrer. 1953 wurde er DDR-Meister im Bahnsprint bei den Berufsfahrern. 1950 und 1954  wurde er jeweils Zweiter im Sprint. 1951 konnte er den dritten Platz bei der deutschen Meisterschaft in der Bundesrepublik Deutschland gewinnen (Sieger Georg Voggenreiter). Am 15. Februar 1955 veröffentlichte der Radsportverband der DDR einen Beschluss seines Präsidiums, wonach alle noch aktiven Berufsfahrer und Schrittmacher aufgefordert wurden, sofort „Mitglied der demokratischen Sportbewegung“ zu werden und sich einer Betriebssportgemeinschaft (BSG) anzuschließen. Alle Aktiven, die diese Möglichkeit wahrnehmen würden, wären dafür von der üblichen zweijährigen Karenzzeit befreit und sofort bei den Amateuren startberechtigt. Der Beschluss trug ultimativen Charakter und endete mit einer Fristsetzung bis zum 28. Februar 1955.
Im März 1955 ließ sich Müller zusammen mit Rudolf Voigt und Wilfried Mauf reamateurisieren und schloss sich der BSG Rotation Leipzig Ost an.